# Álif en daga
El álif en daga (en árabe: ألف خنجرية‎ alif janyarīa ) o superíndice álif es un álif diacrítico que se escribe como un trazo vertical corto encima de una letra árabe. Indica una /aː/ larga sonido donde normalmente no se escribe álif.
Dentro del árabe moderno, el álif en daga solo aparece en unas pocas palabras, pero estas incluyen algunas bastante comunes, por ejemplo هَٰذَا hādhā o رَحْمَٰن raḥmān. Sin embargo, rara vez se escribe, ni siquiera en textos totalmente vocalizados, excepto en el Corán.   La mayoría de los teclados no tienen daga alif.
Como señala Wright, "[alif] al principio se marcaba menos que las otras vocales largas, y por eso sucede que, en un período posterior, después de la invención de los puntos vocálicos, se indicaba en algunas palabras muy comunes simplemente mediante una fatḥa [es decir, la daga alif.]" 

Alif maqṣūra con alif khanjariah encima, usado a menudo en Egipto, Sudán, Irán y varios otros países para distinguirlo del yā sin puntos (ی)

La palabra الله (Alá) generalmente se produce automáticamente ingresando " alif lām lām hāʾ ", aunque este teónimo consta de alif + ligadura de lām duplicado con un shadda y una daga álif encima del segundo lām.

## Con fatḥah
Hay dos formas posibles de representar la daga alif en las ediciones modernas del Corán. En las ediciones impresas en Medio Oriente la daga alif está escrita con fatḥah : الرَّحْمَٰنِ (a)r-raḥmāni . En las ediciones impresas en el sur de Asia (Pakistán, India y Bangladés), la daga alif está escrita sin fatḥah: الرَّحْمٰنِ (a)r-raḥmāni .